# L’Oudon
L’Oudon település Franciaországban, Calvados megyében. Lakosainak száma 1550 fő (2018. január 1.). L’Oudon Les Autels-Saint-Bazile, Courcy, Heurtevent, Hiéville, Mittois, Montviette, Les Moutiers-en-Auge, Norrey-en-Auge, Saint-Georges-en-Auge, Saint-Pierre-sur-Dives, Tortisambert, Vaudeloges, Vendeuvre, Le Renouard és Saint-Gervais-des-Sablons községekkel határos.

## Népesség
A település népességének változása:
| Lakosok száma | 1453 | 1449 | 1347 | 1574 | 1577 | 1550 |
|               | 1975 | 1982 | 1990 | 2013 | 2017 | 2018 |